# Pukerua Bay
Pukerua Bay est une banlieue de la ville de Porirua, située dans le sud de l’île du Nord de la Nouvelle-Zélande.

## Géographie

### Situation
Elle est localisée à l’extrémité sud de Kapiti Coast, à proximité de la capitale du pays : Wellington.
Elle est située à 12 km au nord du centre de la ville de Porirua, sur le trajet de la route State Highway 59/ SH 59) (en) (autrefois la SH1), et à 30 km au nord du centre de la cité de Wellington.

### Géologie et relief
La majorité de la ville de Pukerua Bay est située sur un col entre les collines, à environ 60 à 90 m au-dessus du niveau de la mer, offrant une belle vue sur la mer et en particulier sur l'île de Kapiti et occasionnellement sur les montagnes : le mont Taranaki et le mont Ruapehu vers le nord, sont visibles à partir de nombreuses maisons de la localité.

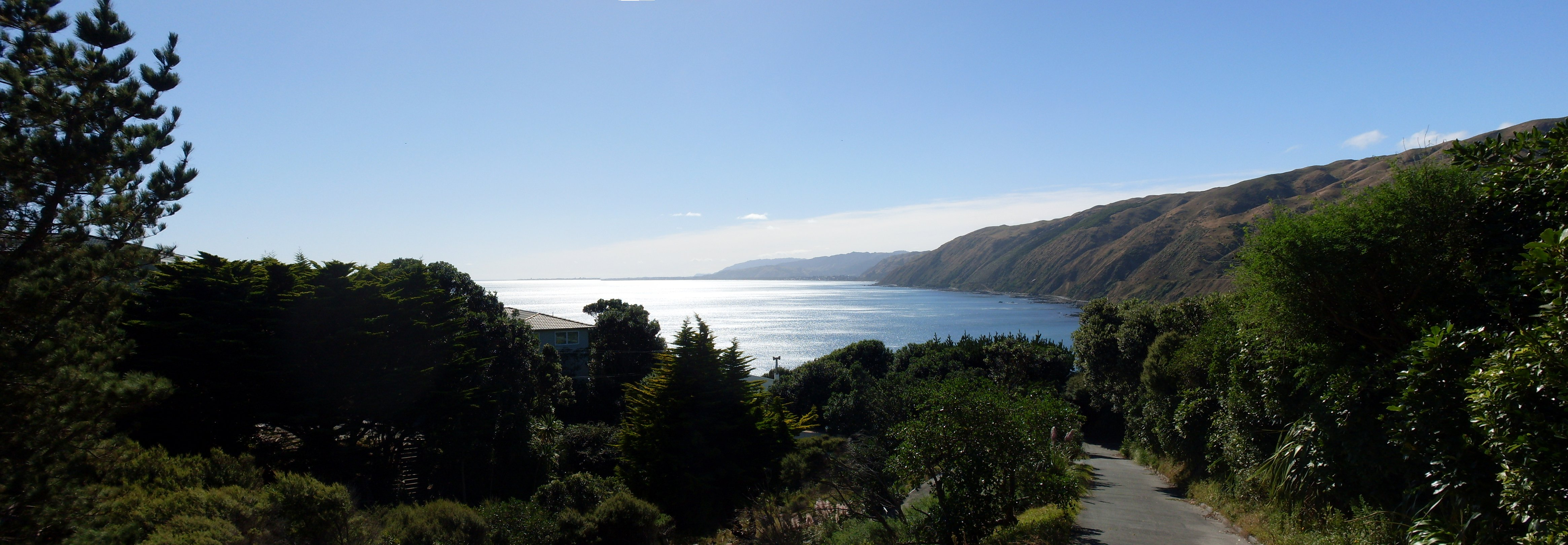
Vue à partir du début du chemin de Goat Track, qui descend vers la plage

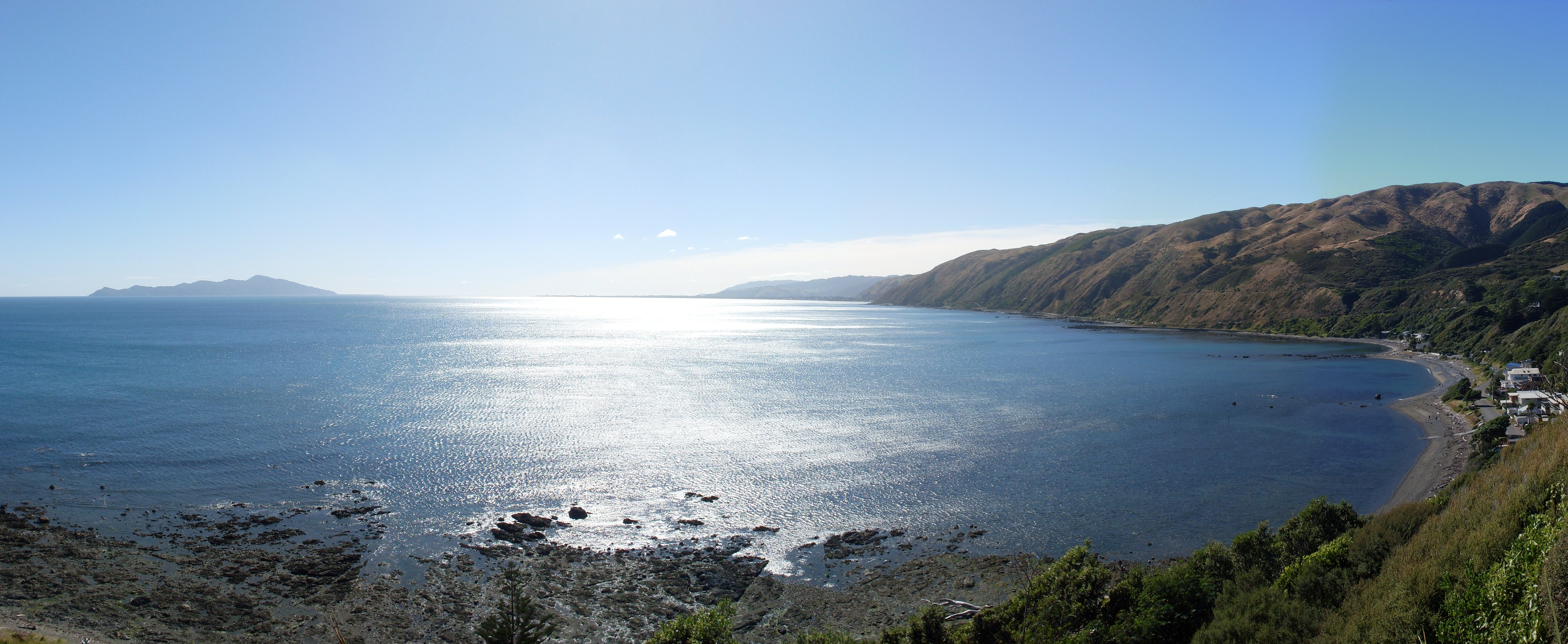
vue à partir du chemin de randonnée de Goat Track en dehors en direction de l’île de Kapiti et la côte de Kapiti en regard

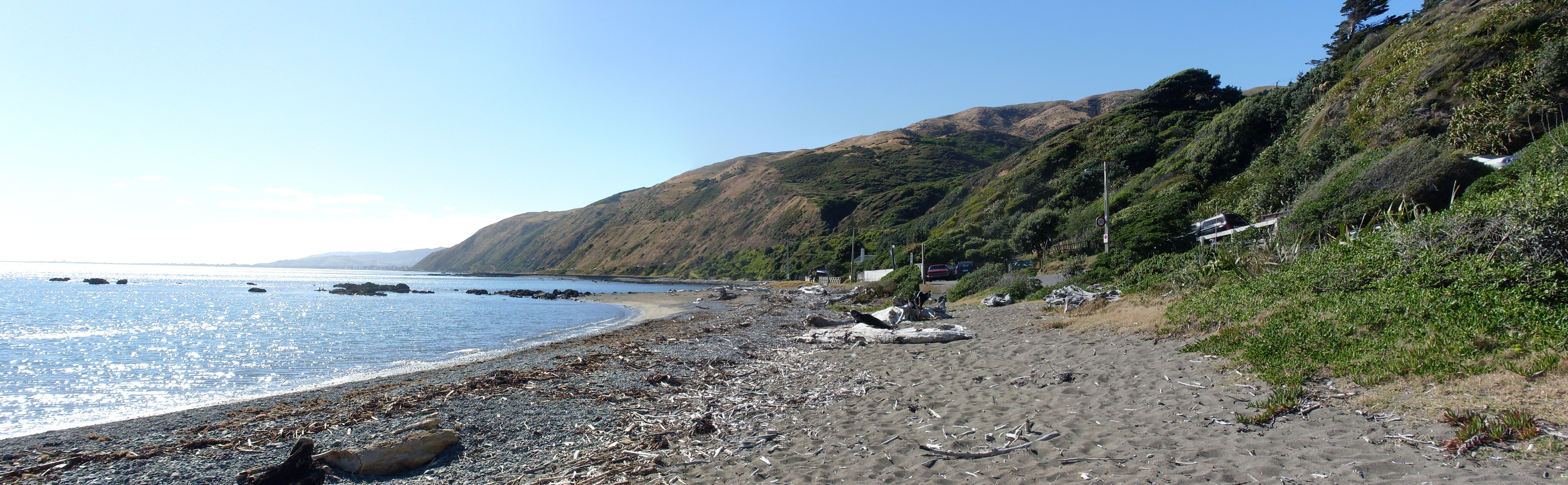
La plage de Pukerua Bay

La chaîne de Kaikoura (en) sur l’Île du Sud comprenant le mont Tapuaenuku (en), peut aussi être bien visible de certains emplacements, surtout dans la partie sud du centre-ville.
La côte autour de Pukerua Bay est assez raide avec seulement quelques maisons nichées dans la chaîne derrière les deux plages de sable.
Les collines aux alentours sont surtout des terres agricoles, centrées sur l’élevage des moutons et le pâturage du bétail, fournissant un arrière-plan rural vers l’est et vers l’ouest.
La zone vers le sud, le long de la SH1 contourne les marais de Taupo Swamp en direction de la localité de Plimmerton.
Pukerua Bay est principalement une zone résidentielle, qui s’étend le long de Rawhiti Road, à l’ouest de la SH1, la Central clifftop, Sea Vista Drive east de la SH1 et la plage de front de mer, qui s’étend à l’est (nommée Brendan Beach) et à l’ouest de Beach Road.
Il y a maintenant un pont pédestre au-dessus de la SH1 près du jardin d’enfant de Wairaka Road et l’école maternelle et l’entrée arrière des écoles (l’entrée principale étant située sur Rawhiti Road).

### Voies de communication et transports
Pukerua Bay possède une gare, nommée gare de Pukerua Bay (en), située sur le trajet de la ligne principale de l’île du nord (en), avec en particulier, la  ligne de Kapiti (en) pour le service suburbain, qui fournit un accès à Tranz Metro.
Le trajet des trains jusqu’à Wellington, prend environ 35 minutes, et vers la localité de Paraparaumu environ 20 minutes.
Une seconde station de train, nommée gare de Muri (en), est à 1,2 km au nord de la station de Pukerua Bay, fut ouverte en 1954, mais fut fermée le 30 avril 2011.

## Toponymie
En langue maori, les mots puke rua signifient littéralement deux collines mais il n’est pas clair de savoir à quelles collines le nom fait référence.

## Histoire

### Histoire pré européenne
Les premières personnes connues pour avoir vécu dans le secteur autour de Pukerua Bay furent celles de la tribu des Maoris de l’iwi des Ngati Iri et plus tard des Muaūpoko (en), qui construisirent le Pā de Waimapihi près de l’actuelle extrémité du front de mer, au niveau de Rawhiti Road.
Pukerua Bay était donc sur la route principale des voyageurs maoris voulant aller vers le nord ou vers le sud.
Vers 1822, ils furent envahis à partir de l'île de Kapiti par Te Rauparaha et son peuple des Ngati Toa.
Selon la tradition orale, le peuple des Muaupoko avait dû s’enfuir en bateau en remontant les gorges du ruisseau Waimapihi stream (en suivant la ligne de faille d’Ohariu), abandonnant son trésor sur le chemin.

### Colonisation européenne
Les lots des terres, initialement planifiés dans Wairaka dans l’ouest, Waimapihi et Pukerua dans l’est, furent vendus aux colons venus d'Europe pour installer des fermes, avant la fin du XIXe siècle.
Charles Gray fut le premier résident à subdiviser ses terres et les vendre pour des lotissements résidentiels dans le secteur de Pukerua Bay, au début du XXe siècle.
L’histoire du développement de Pukerua Bay est curieuse parce que le chemin de fer arriva au cours des années 1886, bien des années avant qu’il n’existe de bonnes routes pour y accéder.
Celles-ci ne furent réalisées seulement que vers 1940 et ainsi la ville grossit essentiellement au niveau du front de mer comme une destination de week-end à partir de Wellington.
La station initiale du chemin de fer fut nommée Pukerua jusqu’à ce qu’elle soit changée brièvement en Waimapihi dans les années 1920 et à nouveau en Pukerua Bay pour éviter la confusion avec celle de Pukerau situé dans l’Île du Sud.

### Histoire récente
À la fin des années 1920, Pukerua Bay comptait environ 100 maisons, une petite école sur un terrain donné par Charles Gray, et quelques magasins.
L’électricité fut apportée à partir de Plimmerton vers Pukerua Bay en 1927 et en 1928, le chemin entre les villes de Plimmerton et Pukerua Bay était formé d’une route étroite.
La plage restait l’attraction principale pour les visiteurs du week-end venant de Wellington par le train à vapeur, dans la mesure où il n’y avait toujours pas de route nationale ni de pont au niveau la ville de Paremata.
La plupart des développements marquants datent d’ailleurs d’après la seconde Guerre mondiale et Pukerua Bay avait sa propre branche de la association des anciens combattants (en).
Pukerua Bay a ensuite bénéficié d’une croissance significative dans les années 1950 et 1960, étant alors reliée à la capitale Wellington via la ligne de chemin de fer (à simple puis à double voie) et seulement ensuite accessible du nord et du sud via la route SH1.
En 1973, Pukerua Bay rejoignit le conseil de la cité de Porirua (en) pour trouver une solution aux problèmes d’approvisionnement en eau et du traitement des eaux usées.
La croissance continua dans les années 1970 avec la subdivision du Sea Vista Drive et bientôt le fait que la SH1, avec un trafic en augmentation, passa à travers le milieu de la localité de Pukerua Bay, qui fut équipé d’une sortie.
En 1989, un pont enjambant la SH1 fut ouvert après des actions continues de lobbying de la part des résidents locaux, qui comprenaient des actions de traversée en continu sur les passages piétons pour interrompre volontairement le trafic routier.

## Politique et administration
En termes de gouvernance locale, c’est la plus au nord des banlieues de la ville de Porirua.

## Population et société

### Démographie
La zone statistique de Pukerua Bay couvre 8,17 km2.
Elle a une population estimée à 2 120 habitants en juin 2022 avec une densité de population de 259 personnes par km2.
La localité de Pukerua Bay a une population de1 962 habitants lors du recensement néo-zélandais de 2018, en augmentation de 66 personnes (3,5 %) depuis le recensement néo-zélandais de 2013 et en augmentation de 237 personnes (13,7 %) depuis le recensement de 2006.
Il y avait 705 logements et on notait la présence de 963 hommes et 999 femmes, donnant un sexe-ratio de 0,96 homme pour une femme.
L’âge médian était de 40,6 ans(comparé avec les 37,4 ans au niveau national), avec 426 personnes (soit 21,7 %) âgées de moins de 15 ans, 303 personnes (soit 15,4 %) âgées de 15 à 29 ans, 996 personnes (50,8 %) âgées de 30 à 64 ans, et 234 personnes (11,9 %) âgées de 65 ans ou plus.
L’ethnicité était pour 91,9 % européens/Pakeha, 14,1 % Maori, 3,7 % de personnes venant du Pacifique, 2,3 % d’asiatiques et 2,4 % d’une autre ethnicité (le total peut faire plus de 100 % dans la mesure où une personne peut s’identifier de multiples ethnicités).
La proportion de personnes nées outre-mer était de 22,9 %, comparée avec les 27,1 % au niveau national.
Bien que certaines personnes refusent de donner l’indication de leur religion, 60,1 % n’avaient aucune religion, 29,4 % étaient chrétiens, 0,5 % étaient bouddhistes et 3,2 % avaient une autre religion.
Parmi ceux d’au moins 15 ans d’âge : 537 personnes (35,0 %) avaient un niveau de licence ou un degré supérieur et 138 personnes (9,0 %) n’avaient aucune qualification formelle.
Le revenu médian était de 44 800 $, comparé avec les 31 800 $ au niveau national.
Le statut d’emploi de ceux d’au moins 15 ans était pour 891 personnes (58,0 %) employées à plein temps, était pour 255 personnes(16,6 %) employées à temps partiel et 48 personnes (3,1 %) étaient sans emploi.

### Enseignement
La ville de Pukerua Bay a une école primaire publique mixte, qui reçoit les enfants de l’âge de 5 à 12 ans soit des niveaux 1 à 7, avec un effectif de 184 élèves enjuillet 2022
À la suite de leur éducation primaire, la plupart des élèves vont soit au collège d’Aotea (en) ou au collège Kapiti (en) pour leurs études secondaires.
Pukerua Bay a aussi un jardin d’enfant et un établissement préscolaire.

### Installations
Il y a au niveau de Pukerua bay, une annexe de la bibliothèque de Porirua, une « Association de service à la personne », un club de tennis, une maison des scouts, un terrain de sports et plusieurs zones de réserves naturelles et chemins de randonnées.
Les magasins sont un magasin d’alimentation générale, un coiffeur et un magasin de livres d’occasion.

### Loisirs
Il y a deux promenades entre Pukerua Bay et Plimmerton à 5 km vers le sud, une autour de la côte rocheuse et l’autre plus vers l’intérieur sur une partie de la longueur de la piste cyclable, parallèle à la voie de chemin de fer.
La route intérieure qui date de la période pré-européenne, était déjà connue traditionnellement sous le nom de te taua tapu (le parti de la guerre sacrée).
La voie cyclable est connue sous le nom de Te Ara Harakeke (la route du phormium).
La route côtière va au-delà de Marble Arch (Te Ana Puta) en direction de Wairaka Rock sur la partie habitée de Pukerua Bay, la seule maison située sur la terre principale est nommée Whitaker's Skink, une célébrité de la baie.
Selon la légende, le rocher est la femme pétrifiée du héros de la culture maori Haunui-a-Nanaia qui la poursuivait depuis la péninsule de Māhia, nommant les lieux sur son chemin et en particulier l’estuaire de Manawatū (en), et la ville de Turakina.
Les eaux autour de la baie de Pukerua Bay, à partir d’une pointe au nord à mi-chemin entre Paekakariki vers la pointe de Wairaka au sud de la baie de Pukerua Bay, sont actuellement protégées par un Rāhui.
Le parc de skate de Pukerua Baya été reconstruit en 2009 en collaboration entre le Porirua City Council, l’Association des Résidents, et le PKBSK8 Inc.
Des fonds ont aussi été fournis par la Caversham Foundation et la Mana Community Grants Foundation.
Le parc est situé à côté de la gare de Pukerua Bay et a remplacé une ancienne une piste en asphalte que le conseil de la cité présentait comme le seul terrain à visée exclusivement de skatepark situé dans l’hémisphère sud, et qui avait été ouvert en 1976.

## Culture locale et patrimoine

### Résidents notables
Pukerua Bay est le lieu de naissance et la maison d'enfance du réalisateur Peter Jackson, dont le premier long-métrage Bad Taste, y fut tourné.
Les résidents importants actuels sont :
- l’ancien CEO de Meridian Energy (en),
- le Dr Keith Turner (en),
- l’artiste Pauline Morse (en) (dont les œuvres sont apparues sur les timbres de la poste de la NZ)
- le compositeur Jenny McLeod (en).

Parmi les anciens résidents figurent les poètes Louis Johnson (en), Sam Hunt (en), James K. Baxter, Denis Glover, Meg Campbell (en), Alistair Campbell et l’actrice Davina Whitehouse (en).